# 塔杰·盖尔
塔杰·盖尔（英語：Tajay Gayle，1996年8月2日—）是一名牙买加跳远运动员。

## 生平
盖尔出生于牙买加金斯敦。他是金斯敦Papine高中的毕业生，同时他是MVP田径俱乐部的成员。他的教练Stephen Francis曾指导奥运冠军及世界冠军伊莱恩·汤普森和谢莉-安·弗雷泽。2019年9月28日，盖尔成为第一位赢得世界田径锦标赛跳远冠军的牙买加男选手。